# Ridgeland, Mississippi
Ridgeland là một thành phố thuộc quận Madison trong tiểu bang Mississippi, Hoa Kỳ. Thành phố có diện tích km2, dân số theo điều tra năm 2000 của Cục điều tra dân số Hoa Kỳ là 20.173 người. Thành phố này thuộc vùng đô thị Jackson, Mississippi.